# Farragut West (Metro de Washington)
Farragut West es una estación en las líneas Azul, Plata y Naranja del Metro de Washington, administrada por la Autoridad de Tránsito del Área Metropolitana de Washington. La estación se encuentra localizada en 900 18th St. NW en Washington D. C.. La estación Farragut West fue inaugurada el 1 de julio de 1977.

## Descripción
La estación Farragut West cuenta con 2 plataformas laterales. La estación también cuenta con 0 de espacios de aparcamiento, 4 espacios para bicicletas y con  casilleros.

## Conexiones
La estación es abastecida por las siguientes conexiones de autobuses: 
- Rutas del MetroBus